# Mimetus sinicus
Mimetus sinicus là một loài nhện trong họ Mimetidae.
Loài này thuộc chi Mimetus. Mimetus sinicus được miêu tả năm 1993 bởi Song & Zhu.